# Atizapán de Zaragoza, Tamaulipas
Atizapán de Zaragoza är en ort i Mexiko.   Den ligger i kommunen González och delstaten Tamaulipas, i den centrala delen av landet, 400 km norr om huvudstaden Mexico City. Atizapán de Zaragoza ligger 93 meter över havet och antalet invånare är 368.
Terrängen runt Atizapán de Zaragoza är huvudsakligen platt, men söderut är den kuperad. Runt Atizapán de Zaragoza är det glesbefolkat, med 10 invånare per kvadratkilometer. Närmaste större samhälle är Gustavo A. Madero, 17,8 km väster om Atizapán de Zaragoza. Omgivningarna runt Atizapán de Zaragoza är en mosaik av jordbruksmark och naturlig växtlighet.